# Rio Jubones
O rio Jubones é um rio do Equador.